# Sean McMahon
Sean McMahon (ur. 18 czerwca 1994 w Brisbane) – australijski rugbysta, reprezentant kraju zarówno w wersji piętnasto-, jak i siedmioosobowej, brązowy medalista igrzysk Wspólnoty Narodów, uczestnik Pucharu Świata w Rugby 2015.

## Kariera klubowa
Uczęszczał do Nudgee College, gdzie z sukcesami występował w szkolnym zespole rugby. Skupił się następnie na grze w rugby 7, a okazjonalnie grał dla GPS Rugby w rodzinnym stanie. We wrześniu 2013 roku został członkiem rozszerzonego składu (extended playing squad) Melbourne Rebels – grupy graczy trenującej z zakontraktowanymi zawodnikami i mającymi szansę na grę w podstawowym zespole. W rozgrywkach Super Rugby zadebiutował już w pierwszej kolejce sezonu 2014 przeciwko Cheetahs, zyskał następnie stałe miejsce w składzie i w kwietniu podpisał pełny, dwuletni kontrakt. Wyśmienita postawa w całym sezonie dała mu wyróżnienia dla nowicjusza roku Rebels, Super Rugby oraz australijskiego stowarzyszenia zawodowych rugbystów (Rugby Union Players Association). Jeszcze w tym samym roku w inauguracyjnej edycji National Rugby Championship został przydzielony do zespołu Melbourne Rising. Jego drużyna fazę grupową zakończyła na pierwszym miejscu z samymi bonusowymi zwycięstwami, po czym niespodziewanie doznała porażki w półfinale. Sam McMahon został zaś uznany najlepszym zawodnikiem zarówno Rising, jak i całych rozgrywek. Równie udany miał indywidualnie kolejny sezon – został uznany najlepszym zawodnikiem Rebels według samych graczy, a także przedłużył kontrakt z zespołem do końca roku 2017.

## Kariera reprezentacyjna
W stanowych barwach występował w zwycięskich mistrzostwach kraju U-18 w 2011 roku, a jego postawa przyniosła mu także wyróżnienia indywidualne. Pociągnęło to za sobą powołanie do kadry Australian Schoolboys, McMahon wystąpił w obu rozegranych w tym roku testmeczach przegrywając z angielskimi i wygrywając z nowozelandzkimi rówieśnikami, otrzymując dodatkowo wyróżnienie dla najbardziej zespołowego gracza tej drużyny. Dwukrotnie wziął udział w mistrzostwach świata juniorów: w 2012 zajął ósmą lokatę, zaś dwa lata później poprowadził zespół do piątego miejsca. Także w 2014 roku został uznany najlepszym australijskim zawodnikiem w tej kategorii wiekowej.
Pierwszy raz swoich sił w oficjalnym turnieju rugby 7 spróbował w listopadzie 2011 roku, a gdy jego zespół pokonał w nim narodową reprezentację, australijski selekcjoner Michael O’Connor zaproponował McMahonowi dwuletni kontrakt. Debiut w kadrze zaliczył w rozpoczynającym sezon 2011/2012 turnieju Australia Sevens 2011 zostając jednocześnie najmłodszym w historii reprezentantem kraju w tej dyscyplinie sportu. Zagrał następnie we wszystkich turniejach tego sezonu, a także w sześciu 2012/2013, z pozostałych jednak wyeliminowała go kontuzja. Wziął także udział w Pucharze Świata 2013, na którym Australijczycy uplasowali się na piątej lokacie, po czym skupił się na pełnej odmianie tego sportu. Powrócił na krótko do kadry rok później i w turnieju rugby 7 na Igrzyskach Wspólnoty Narodów 2014 zdobył brązowy medal.
Pierwsze powołanie do australijskiej reprezentacji seniorów otrzymał w październiku 2014 roku. Po raz pierwszy w barwach Wallabies wystąpił w towarzyskim spotkaniu z Barbarians na początku listopada tego roku, a po znakomitym występie zadebiutował w testmeczu tydzień później przeciwko Walii. Podczas tego tournée zagrał jeszcze z Francją i Anglią, po czym w meczowym składzie pojawił się dopiero na początku września 2015 roku przeciwko USA, a okazję tę uświetnił pierwszym przyłożeniem i wyróżnieniem dla zawodnika meczu. Znalazł się też w składzie na Puchar Świata w Rugby 2015, choć jego czas gry w tym turnieju był ograniczony z uwagi na wysoką formę podstawowych zawodników trzeciej linii młyna – Michaela Hoopera i Davida Pococka. Pod ich nieobecność w spotkaniu z najsłabszym w grupie Urugwajem McMahon zdobył dwa przyłożenia i został uznany zawodnikiem meczu.